# Hemigenia barbata
Hemigenia barbata là một loài thực vật có hoa trong họ Hoa môi. Loài này được Bartl. mô tả khoa học đầu tiên năm 1845.